# کتی لانگ
کتی لانگ (انگلیسی: Kathy Long؛ زادهٔ ۲۱ آوریل ۱۹۶۴) یک هنرپیشه و رزمی‌کار اهل ایالات متحده آمریکا است.

## فیلم‌شناسی

### بازیگر
- تجدید دیدار دبیرستانی رومی و میشل (۱۹۹۷) .... Kickboxing Instructor
- Under the Gun (۱۹۹۵) .... Lisa Krause
- Walker, Texas Ranger (TV) Episode:Deep Cover (۱۹۹۵) .... Jane Cousins
- The Stranger (۱۹۹۵) .... The Stranger
- قاتلین بالفطره (۱۹۹۴) ....Female deputy kicking Mickey
- شوالیه‌ها (۱۹۹۳) .... Nea
- Street Justice (TV) Episode:Desperate (۱۹۹۳) ...Lisa J Hansen
- Rage and Honor (۱۹۹۲)...Fros-T

### بلدکاری
- قاتلین بالفطره (۱۹۹۴)
- بازگشت بتمن(۱۹۹۲)